# Боби Хъчърсън
Боби Хъчърсън (Bobby Hutcherson) е американски джаз музикант, специалист на вибрафона и маримбата.
Стилът му на свирене напомня за Милт Джаксън по неговия свободно носещ се мелодизъм, но чувството му за хармония и взаимодействие с общата група е изцяло модерно. Под влиянието на Хъчърсън попадат някои по-млади вибрафонисти, включително Стив Нелсън, Джо Лок и Стефон Херис. Сред най-известните му композиции е Little B's Poem (от албума Components).